# Aesacus Dorsum
L'Aesacus Dorsum è una struttura geologica della superficie di Marte.